# توسعه محصول جدید

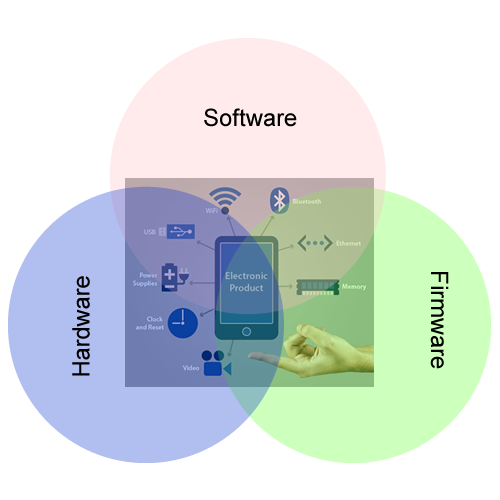
فرآیند توسعه محصول جدید

توسعه محصول یا توسعه محصول جدید (به انگلیسی: New Product Development) (مخفف انگلیسی: NPD) در مدیریت کسب‌وکار و علوم مهندسی، فرآیند کامل عرضه یک محصول جدید به بازار را پوشش می‌دهد. توسعه محصول همچنین شامل تجدید یک محصول موجود و معرفی یک محصول به بازار جدید نیز می‌باشد. یکی از جنبه‌های اصلی NPD طراحی محصول است. توسعه محصول جدید، تحقق یک فرصت بازاری با در دسترس قرار دادن محصول برای خرید است. محصولاتی که توسط یک سازمان تجاری تولید می‌شوند، ابزاری را برای درآمدزایی فراهم می‌کنند.
بسیاری از سازمان‌های مبتنی بر فناوری از نوآوری‌‌های فناوری در بازار مصرف‌کنندۀ به‌سرعت درحال تغییر بهره‌برداری می‌کنند. یک محصول می‌تواند دارایی مشهود یا نامشهود باشد. یک خدمت یا تجربه کاربری ناملموس است. در قانون، گاهی خدمات و فرآیندهای دیگر از «محصولات» متمایز می‌شوند. NPD نیاز به درک نیازها و خواسته‌های مشتری، محیط رقابتی و ماهیت بازار دارد.
هزینه، زمان و کیفیت متغیرهای اصلی هستند که نیازهای مشتری را هدایت می‌کنند. با هدف این سه متغیر، شرکت‌های نوآور شیوه‌ها و استراتژی‌های مستمری را برای ارضای بهتر نیازهای مشتری و افزایش سهم بازار خود با توسعه منظم محصولات جدید توسعه می‌دهند. عدم قطعیت‌ها و چالش‌های بسیاری وجود دارد که شرکت‌ها باید در طول این فرآیند با آن‌ها روبرو شوند.